# Strongygaster nishijimai
Strongygaster nishijimai là một loài ruồi trong họ Tachinidae.